# Gran Premio motociclistico di San Marino e della Riviera di Rimini 2019
Il Gran Premio motociclistico di San Marino e della Riviera di Rimini 2019 è stato la tredicesima prova su diciannove del motomondiale 2019, disputato il 15 settembre sul Misano World Circuit Marco Simoncelli. Le vittorie delle quattro classi sono andate rispettivamente a: Marc Márquez in MotoGP, Augusto Fernández in Moto2, Tatsuki Suzuki in Moto3 e Matteo Ferrari in entrambe le gare della MotoE.

## MotoGP

### Arrivati al traguardo
| Pos. | Nº | Pilota            | Squadra                     | Motocicletta       | Giri | Tempo     | Griglia | Punti |
| ---- | -- | ----------------- | --------------------------- | ------------------ | ---- | --------- | ------- | ----- |
| 1º   | 93 | Marc Márquez      | Repsol Honda                | Honda RC213V       | 27   | 42'25.163 | 5º      | 25    |
| 2º   | 20 | Fabio Quartararo  | Petronas Yamaha SRT         | Yamaha YZR-M1      | 27   | +0,903    | 3º      | 20    |
| 3º   | 12 | Maverick Viñales  | Monster Energy Yamaha       | Yamaha YZR-M1      | 27   | +1,636    | 1º      | 16    |
| 4º   | 46 | Valentino Rossi   | Monster Energy Yamaha       | Yamaha YZR-M1      | 27   | +12,660   | 7º      | 13    |
| 5º   | 21 | Franco Morbidelli | Petronas Yamaha SRT         | Yamaha YZR-M1      | 27   | +12,774   | 4º      | 11    |
| 6º   | 4  | Andrea Dovizioso  | Ducati Team                 | Ducati Desmosedici | 27   | +13,744   | 6º      | 10    |
| 7º   | 44 | Pol Espargaró     | Red Bull KTM Factory Racing | KTM RC16           | 27   | +20,050   | 2º      | 9     |
| 8º   | 36 | Joan Mir          | Suzuki Ecstar               | Suzuki GSX-RR      | 27   | +22,512   | 10º     | 8     |
| 9º   | 43 | Jack Miller       | Pramac Racing               | Ducati Desmosedici | 27   | +26,554   | 16º     | 7     |
| 10º  | 9  | Danilo Petrucci   | Ducati Team                 | Ducati Desmosedici | 27   | +31,456   | 17º     | 6     |
| 11º  | 5  | Johann Zarco      | Red Bull KTM Factory Racing | KTM RC16           | 27   | +32,388   | 8º      | 5     |
| 12º  | 41 | Aleix Espargaró   | Aprilia Racing Team Gresini | Aprilia RS-GP      | 27   | +34,477   | 15º     | 4     |
| 13º  | 53 | Esteve Rabat      | Reale Avintia Racing        | Ducati Desmosedici | 27   | +35,325   | 22º     | 3     |
| 14º  | 99 | Jorge Lorenzo     | Repsol Honda                | Honda RC213V       | 27   | +47,247   | 18º     | 2     |
| 15º  | 55 | Hafizh Syahrin    | Red Bull KTM Tech 3         | KTM RC16           | 27   | +1'02.280 | 20º     | 1     |
| 16º  | 88 | Miguel Oliveira   | Red Bull KTM Tech 3         | KTM RC16           | 27   | +1'07.831 | 19º     |       |
| 17º  | 17 | Karel Abraham     | Reale Avintia Racing        | Ducati Desmosedici | 27   | +1'24.666 | 21º     |       |
| 18º  | 30 | Takaaki Nakagami  | LCR Honda Idemitsu          | Honda RC213V       | 26   | + 1 giro  | 11º     |       |

### Ritirati
| Nº | Pilota            | Squadra           | Motocicletta       | Giri | Griglia |
| -- | ----------------- | ----------------- | ------------------ | ---- | ------- |
| 35 | Cal Crutchlow     | LCR Honda Castrol | Honda RC213V       | 22   | 14º     |
| 51 | Michele Pirro     | Ducati Team       | Ducati Desmosedici | 21   | 12º     |
| 42 | Álex Rins         | Suzuki Ecstar     | Suzuki GSX-RR      | 15   | 9º      |
| 63 | Francesco Bagnaia | Pramac Racing     | Ducati Desmosedici | 11   | 13º     |

## Moto2

### Arrivati al traguardo
| Pos. | Nº | Pilota                | Squadra                     | Motocicletta | Giri | Tempo     | Griglia | Punti |
| ---- | -- | --------------------- | --------------------------- | ------------ | ---- | --------- | ------- | ----- |
| 1º   | 40 | Augusto Fernández     | Flexbox HP 40               | Kalex        | 25   | 41'12.535 | 3º      | 25    |
| 2º   | 21 | Fabio Di Giannantonio | +Ego Speed Up               | Speed Up     | 25   | +0,186    | 1º      | 20    |
| 3º   | 73 | Álex Márquez          | EG 0,0 Marc VDS             | Kalex        | 25   | +1,283    | 2º      | 16    |
| 4º   | 12 | Thomas Lüthi          | Dynavolt Intact GP          | Kalex        | 25   | +2,733    | 7º      | 13    |
| 5º   | 22 | Sam Lowes             | Federal Oil Gresini         | Kalex        | 25   | +8,764    | 8º      | 11    |
| 6º   | 41 | Brad Binder           | Red Bull KTM Ajo            | KTM          | 25   | +8,952    | 16º     | 10    |
| 7º   | 9  | Jorge Navarro         | +Ego Speed Up               | Speed Up     | 25   | +9,928    | 15º     | 9     |
| 8º   | 97 | Xavi Vierge           | EG 0,0 Marc VDS             | Kalex        | 25   | +12,844   | 6º      | 8     |
| 9º   | 33 | Enea Bastianini       | Italtrans Racing            | Kalex        | 25   | +13,916   | 10º     | 7     |
| 10º  | 7  | Lorenzo Baldassarri   | Flexbox HP 40               | Kalex        | 25   | +15,338   | 14º     | 6     |
| 11º  | 10 | Luca Marini           | SKY Racing Team VR46        | Kalex        | 25   | +17,881   | 12º     | 5     |
| 12º  | 88 | Jorge Martín          | Red Bull KTM Ajo            | KTM          | 25   | +20,511   | 17º     | 4     |
| 13º  | 5  | Andrea Locatelli      | Italtrans Racing            | Kalex        | 25   | +21,714   | 11º     | 3     |
| 14º  | 35 | Somkiat Chantra       | Idemitsu Honda Asia         | Kalex        | 25   | +28,673   | 19º     | 2     |
| 15º  | 62 | Stefano Manzi         | MV Agusta Temporary Forward | MV Agusta F2 | 25   | +30,791   | 20º     | 1     |
| 16º  | 16 | Joe Roberts           | American Racing KTM         | KTM          | 25   | +31,679   | 24º     |       |
| 17º  | 64 | Bo Bendsneyder        | NTS RW Racing GP            | NTS          | 25   | +32,104   | 23º     |       |
| 18º  | 77 | Dominique Aegerter    | MV Agusta Temporary Forward | MV Agusta F2 | 25   | +32,324   | 21º     |       |
| 19º  | 24 | Simone Corsi          | NTS RW Racing GP            | NTS          | 25   | +34,048   | 22º     |       |
| 20º  | 96 | Jake Dixon            | Sama Qatar Ángel Nieto Team | KTM          | 25   | +45,708   | 25º     |       |
| 21º  | 27 | Iker Lecuona          | American Racing KTM         | KTM          | 25   | +47,521   | 18º     |       |
| 22º  | 3  | Lukas Tulovic         | Kiefer Racing               | KTM          | 25   | +54,782   | 27º     |       |
| 23º  | 65 | Philipp Öttl          | Red Bull KTM Tech 3         | KTM          | 25   | +57,945   | 26º     |       |
| 24º  | 36 | Andi Farid Izdihar    | Honda Team Asia             | Kalex        | 25   | +1'03.822 | 30º     |       |
| 25º  | 18 | Xavier Cardelús       | Sama Qatar Ángel Nieto Team | KTM          | 25   | +1'07.021 | 28º     |       |

### Ritirati
| Nº | Pilota            | Squadra                 | Motocicletta | Giri | Griglia |
| -- | ----------------- | ----------------------- | ------------ | ---- | ------- |
| 45 | Tetsuta Nagashima | Onexox TKKR SAG         | Kalex        | 13   | 5º      |
| 87 | Remy Gardner      | Onexox TKKR SAG         | Kalex        | 10   | 4º      |
| 11 | Nicolò Bulega     | SKY Racing Team VR46    | Kalex        | 10   | 13º     |
| 72 | Marco Bezzecchi   | Red Bull KTM Tech 3     | KTM          | 6    | 9º      |
| 47 | Adam Norrodin     | Petronas Sprinta Racing | Kalex        | 5    | 29º     |

## Moto3

### Arrivati al traguardo
| Pos. | Nº | Pilota              | Squadra                     | Motocicletta | Giri | Tempo     | Griglia | Punti |
| ---- | -- | ------------------- | --------------------------- | ------------ | ---- | --------- | ------- | ----- |
| 1º   | 24 | Tatsuki Suzuki      | SIC58 Squadra Corse         | Honda        | 23   | 40'00.034 | 1º      | 25    |
| 2º   | 17 | John McPhee         | Petronas Sprinta Racing     | Honda        | 23   | +0,112    | 14º     | 20    |
| 3º   | 14 | Tony Arbolino       | VNE Snipers                 | Honda        | 23   | +0,201    | 3º      | 16    |
| 4º   | 5  | Jaume Masiá         | WWR                         | KTM          | 23   | +0,708    | 4º      | 13    |
| 5º   | 7  | Dennis Foggia       | SKY Racing Team VR46        | KTM          | 23   | +3,232    | 13º     | 11    |
| 6º   | 19 | Gabriel Rodrigo     | Kömmerling Gresini          | Honda        | 23   | +3,431    | 16º     | 10    |
| 7º   | 42 | Marcos Ramírez      | Leopard Racing              | Honda        | 23   | +3,518    | 9º      | 9     |
| 8º   | 48 | Lorenzo Dalla Porta | Leopard Racing              | Honda        | 23   | +3,74     | 7º      | 8     |
| 9º   | 12 | Filip Salač         | Redox PrüstelGP             | KTM          | 23   | +4,358    | 12º     | 7     |
| 10º  | 25 | Raúl Fernández      | Sama Qatar Ángel Nieto Team | KTM          | 23   | +14,21    | 25º     | 6     |
| 11º  | 82 | Stefano Nepa        | Reale Avintia Arizona 77    | KTM          | 23   | +17,19    | 20º     | 5     |
| 12º  | 84 | Jakub Kornfeil      | Redox PrüstelGP             | KTM          | 23   | +17,217   | 15º     | 4     |
| 13º  | 16 | Andrea Migno        | WWR                         | KTM          | 23   | +29,972   | 10º     | 3     |
| 14º  | 54 | Riccardo Rossi      | Kömmerling Gresini          | Honda        | 23   | +32,133   | 21º     | 2     |
| 15º  | 20 | Elia Bartolini      | Sky Junior Team VR46        | KTM          | 23   | +32,217   | 31º     | 1     |
| 16º  | 53 | Deniz Öncü          | Red Bull KTM Ajo            | KTM          | 23   | +51,058   | 24º     |       |

### Ritirati
| Nº | Pilota            | Squadra                     | Motocicletta | Giri | Griglia |
| -- | ----------------- | --------------------------- | ------------ | ---- | ------- |
| 79 | Ai Ogura          | Honda Team Asia             | Honda        | 22   | 11º     |
| 22 | Kazuki Masaki     | BOE Skull Rider Mugen Race  | KTM          | 18   | 17º     |
| 83 | Meikon Kawakami   | Fundacion Andreas Perez 77  | KTM          | 17   | 30º     |
| 40 | Darryn Binder     | CIP Green Power             | KTM          | 8    | 28º     |
| 44 | Arón Canet        | Sterilgarda Max Racing Team | KTM          | 5    | 2º      |
| 75 | Albert Arenas     | Sama Qatar Ángel Nieto Team | KTM          | 3    | 8º      |
| 23 | Niccolò Antonelli | SIC58 Squadra Corse         | Honda        | 3    | 6º      |
| 13 | Celestino Vietti  | SKY Racing Team VR46        | KTM          | 3    | 5º      |
| 69 | Tom Booth-Amos    | CIP Green Power             | KTM          | 3    | 29º     |
| 21 | Alonso López      | Estrella Galicia 0,0        | Honda        | 2    | 22º     |
| 71 | Ayumu Sasaki      | Petronas Sprinta Racing     | Honda        | 0    | 19º     |
| 27 | Kaito Toba        | Honda Team Asia             | Honda        | 0    | 23º     |
| 11 | Sergio García     | Estrella Galicia 0,0        | Honda        | 0    | 26º     |
| 76 | Makar Yurchenko   | BOE Skull Rider Mugen Race  | KTM          | 0    | 27º     |

## MotoE - gara 1
Tutti i piloti sono dotati dello stesso tipo di motocicletta, fornita dalla Energica Motor Company.

### Arrivati al traguardo
| Pos. | Nº | Pilota           | Squadra                    | Giri | Tempo     | Griglia | Punti |
| ---- | -- | ---------------- | -------------------------- | ---- | --------- | ------- | ----- |
| 1º   | 11 | Matteo Ferrari   | Trentino Gresini           | 7    | 12'19.694 | 2º      | 25    |
| 2º   | 4  | Héctor Garzó     | Tech 3 E-Racing            | 7    | +0,187    | 8º      | 20    |
| 3º   | 10 | Xavier Siméon    | Avintia Esponsorama Racing | 7    | +0,59     | 3º      | 16    |
| 4º   | 2  | Jesko Raffin     | Dynavolt Intact GP         | 7    | +3,111    | 4º      | 13    |
| 5º   | 7  | Niccolò Canepa   | LCR E-Team                 | 7    | +3,284    | 5º      | 11    |
| 6º   | 6  | María Herrera    | OpenBank Ángel Nieto Team  | 7    | +6,516    | 6º      | 10    |
| 7º   | 32 | Lorenzo Savadori | Trentino Gresini           | 7    | +6,883    | 11º     | 9     |
| 8º   | 18 | Nicolás Terol    | OpenBank Ángel Nieto Team  | 7    | +7,276    | 9º      | 8     |
| 9º   | 15 | Sete Gibernau    | Join Contract Pons 40      | 7    | +14,576   | 15º     | 7     |
| 10º  | 16 | Joshua Hook      | Octo Pramac                | 7    | +15,568   | 12º     | 6     |
| 11º  | 14 | Randy de Puniet  | LCR E-Team                 | 7    | +22,278   | 14º     | 5     |
| 12º  | 38 | Bradley Smith    | One Energy Racing          | 7    | +31,146   | 7º      | 4     |
| 13º  | 51 | Eric Granado     | Avintia Esponsorama Racing | 7    | +1'10.405 | 16º     | 3     |

### Ritirati
| Nº | Pilota          | Squadra                    | Giri | Griglia |
| -- | --------------- | -------------------------- | ---- | ------- |
| 5  | Alex De Angelis | Octo Pramac                | 3    | 1º      |
| 27 | Mattia Casadei  | Ongetta SIC58 Squadracorse | 1    | 10º     |
| 66 | Niki Tuuli      | Ajo MotoE                  | 1    | 18º     |
| 78 | Kenny Foray     | Tech 3 E-Racing            | 1    | 13º     |
| 63 | Mike Di Meglio  | EG 0,0 Marc VDS            | 1    | 17º     |

## MotoE - gara 2
Tutti i piloti sono dotati dello stesso tipo di motocicletta, fornita dalla Energica Motor Company.

### Arrivati al traguardo
| Pos. | Nº | Pilota           | Squadra                    | Giri | Tempo     | Griglia | Punti |
| ---- | -- | ---------------- | -------------------------- | ---- | --------- | ------- | ----- |
| 1º   | 11 | Matteo Ferrari   | Trentino Gresini           | 7    | 12'15.142 | 2º      | 25    |
| 2º   | 4  | Héctor Garzó     | Tech 3 E-Racing            | 7    | +2,687    | 8º      | 20    |
| 3º   | 27 | Mattia Casadei   | Ongetta SIC58 Squadracorse | 7    | +2,844    | 10º     | 16    |
| 4º   | 7  | Niccolò Canepa   | LCR E-Team                 | 7    | +2,899    | 5º      | 13    |
| 5º   | 6  | María Herrera    | OpenBank Ángel Nieto Team  | 7    | +3,022    | 6º      | 11    |
| 6º   | 51 | Eric Granado     | Avintia Esponsorama Racing | 7    | +5,448    | 16º     | 10    |
| 7º   | 2  | Jesko Raffin     | Dynavolt Intact GP         | 7    | +5,740    | 4º      | 9     |
| 8º   | 38 | Bradley Smith    | One Energy Racing          | 7    | +7,013    | 7º      | 8     |
| 9º   | 18 | Nicolás Terol    | OpenBank Ángel Nieto Team  | 7    | +8,072    | 9º      | 7     |
| 10º  | 63 | Mike Di Meglio   | EG 0,0 Marc VDS            | 7    | +10,405   | 17º     | 6     |
| 11º  | 32 | Lorenzo Savadori | Trentino Gresini           | 7    | +10,559   | 11º     | 5     |
| 12º  | 16 | Joshua Hook      | Octo Pramac                | 7    | +11,312   | 12º     | 4     |
| 13º  | 14 | Randy de Puniet  | LCR E-Team                 | 7    | +24,129   | 14º     | 3     |
| 14º  | 78 | Kenny Foray      | Tech 3 E-Racing            | 7    | +35,867   | 13º     | 2     |

### Ritirati
| Nº | Pilota          | Squadra                    | Giri | Griglia |
| -- | --------------- | -------------------------- | ---- | ------- |
| 5  | Alex De Angelis | Octo Pramac                | 4    | 1º      |
| 15 | Sete Gibernau   | Join Contract Pons 40      | 4    | 15º     |
| 10 | Xavier Siméon   | Avintia Esponsorama Racing | 0    | 3º      |